# Hoplolabis pontica
Hoplolabis pontica là một loài ruồi trong họ Limoniidae. Chúng phân bố ở miền Cổ bắc.